# Schiuli Schartawa
Schiuli Schartawa (georgisch ჟიული შარტავა; russisch Жиули Калистратович Шартава; * 7. März 1944 in Suchumi, Sowjetunion; † 27. September 1993 ebenda) war ein georgischer Politiker.

## Leben und Karriere
Schiuli Schartawa wurde 1944 im abchasischen Suchumi geboren, das damals noch zur Sowjetunion gehörte. Er studierte ursprünglich Ingenieurwissenschaften und engagierte sich nach dem Zerfall der Sowjetunion in der Politik der zu Georgien zugehörigen Autonomen Republik Abchasien. Große Teile der Abchasen strebten jedoch nach Unabhängigkeit. 1992 wurde Schartawa ins georgische Parlament gewählt. Im Juli 1993 wurde er zudem Vorsitzender des Ministerrats der Autonomen Republik Abchasien. Die abchasischen Unabhängigkeitskämpfer gewannen jedoch zunehmend die Oberhand in der Region.
Schartawa wurde beim Massaker von Sochumi am 27. September 1993 von abchasischen Separatisten ermordet. Seine Leiche wurde schließlich an Georgien ausgehändigt und in Senaki beigesetzt.